# Stuart Wurtzel
Stuart Wurtzel (* 9. August 1940 in Newark, New Jersey, Vereinigte Staaten) ist ein US-amerikanischer Filmarchitekt.

## Leben
Wurtzel ließ sich an der Carnegie Mellon University in Design ausbilden und begann seine berufliche Laufbahn als Szenenbildner am American Conservatory Theatre in San Francisco. Seit Sommer 1962 war er gut zehn Jahre lang an New Yorker Spielstätten tätig und gestaltete dort die Bühnenbilder zu den Stücken A Toy for the Clowns, Hamlet, Tiny Alice, A Flea in Her Ear und Trumpets and Drums. Durch seine Theatertätigkeit lernte Wurtzel die Regisseurin Joan Micklin Silver kennen, die ihn für ihre von der Kritik hoch gelobte, erste Kinoregie Hester Street die Filmbauten entwerfen ließ.
„Stuart Wurtzel bewies vor allem eine sichere Hand bei der Gestaltung von persönlichen, privaten Räumen und Welten, oft von jüdisch-urbanem Charakter geprägte Mikrokosmen an der Ostküste wie in der Provinz.“ Für eine dieser Arbeiten, Woody Allens Hannah und ihre Schwestern, erhielt er 1987 eine Oscar-Nominierung. Weitere wichtige Filme, die von Wurtzels Designs lebten waren das Musical Hair, das Revolutionsabenteuer Old Gringo, die 60er-Jahre-Nostalgie Meerjungfrauen küssen besser und eine Reihe von romantischen Komödien des neuen Jahrtausends.
Stuart Wurtzel ist mit der Berufskollegen Patrizia von Brandenstein verheiratet.

## Filmografie
- 1974: Hester Street (Hester Street)
- 1976: Öl (The Next Man)
- 1976: Zwischen den Zeilen (Between the Lines)
- 1977: Hair (UA: 1979)
- 1979: Countdown in Manhattan (Night of the Juggler)
- 1980: Simon, der Außerirdische (Simon)
- 1980: Times Square – ihr könnt uns mal (Times Square)
- 1981: Tattoo (Tattoo)
- 1981: Die Erwählten (The Chosen)
- 1982: Die Ballade von Gregorio Cortez (The Ballad of Gregorio Cortez)
- 1984: The Purple Rose of Cairo
- 1985: Hannah und ihre Schwestern
- 1986: Brighton Beach Memoirs (Brighton Beach Memoirs)
- 1986: Suspect – Unter Verdacht
- 1987: Das Haus in der Carroll Street
- 1988: Old Gringo
- 1989: Von Bullen aufs Kreuz gelegt (An Innocent Man)
- 1989: Boys (Boys)
- 1989: Meerjungfrauen küssen besser
- 1990: Drei Männer und eine kleine Lady
- 1991: Die Herbstzeitlosen
- 1992: Romeo Is Bleeding
- 1994: I.Q. – Liebe ist relativ
- 1995: Davor und danach
- 1996: Der Geist und die Dunkelheit
- 1996: Jungle 2 Jungle
- 1997: Seite an Seite
- 1997: Untermieter aus dem Jenseits (Curtain Call)
- 1999: Ist sie nicht großartig? (Isn’t She Great)
- 2001: Wit (Fernsehfilm)
- 2002: Mord nach Plan
- 2003: Engel in Amerika (TV-Mehrteiler)
- 2005: Empire Falls (Fernsehfilm)
- 2005: Little Manhattan
- 2006: Schweinchen Wilbur und seine Freunde
- 2007: Verwünscht
- 2008: Marley & Ich
- 2010: Briefe an Julia
- 2011: Kein Mittel gegen Liebe
- 2011: Mr. Poppers Pinguine
- 2012: Wie beim ersten Mal
- 2012: Lullaby